# Fertőd
Fertőd es una localidad húngara ubicada en el condado de Győr-Moson-Sopron, no muy lejos de la frontera austriaca.

## Historia
Fertőd se formó por la fusión de dos localidades anteriores. En efecto, en 1959 fueron unificadas las poblaciones de Eszterháza y Süttör, que dieron lugar a la nueva Fertőd. En la localidad se halla el famoso palacio de Eszterháza, que fue construido en la década de 1760 por el príncipe Nikolaus Esterházy.

## Ciudades hermanas
Fertőd está hermanada con:
- Millingen aan de Rijn, Países Bajos

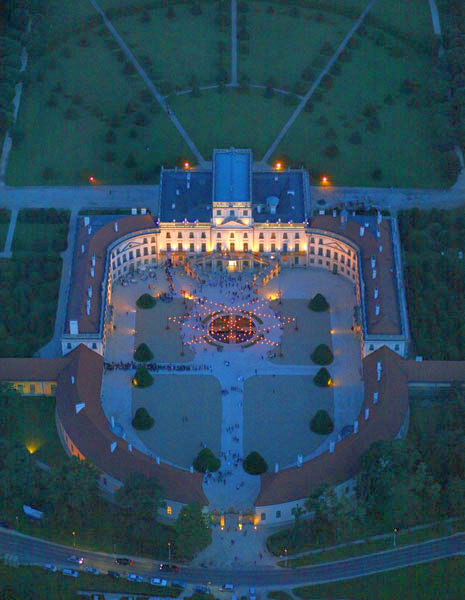
Vista nocturna del palacio Esterházy.